# Флаг Лешуконского района
Флаг муниципального образования «Лешуко́нский муниципальный район» Архангельской области Российской Федерации — опознавательно-правовой знак, служащий официальным символом муниципального образования.
Флаг утверждён 10 марта 2011 года и внесён в Государственный геральдический регистр Российской Федерации с присвоением регистрационного номера 6960.

## Описание
«Прямоугольное зелёное полотнище с соотношением сторон 2:3, повторяет сюжет герба МО „Лешуконский муниципальный район“, выполненный жёлтой, красной и чёрной красками».
Геральдическое описание герба гласит: «В зелёном поле золотая прялка, обрамленная червлёным, с чёрными гривой, хвостом и уздой, конём, вместо ног у которого — чёрные стебли травы, завершённые вверху чёрными зёрнами».

## Символика
Зелёный цвет полотнища символизирует надежду, изобилие, свободу и радость.
Жёлтая прялка с красным конём — символизирует местные, исторические особенности, существующие народные промыслы, которыми славился нынешний Лешуконский район и с которыми связаны многие народные поверья.
Роспись в виде тёмно-красных коней всегда являлась Лешуконской местной традицией. Красные кони своеобразный символ Лешуконского района, его марка. Такие кони были присущи в росписях на прялках, туесах и художественных оформлениях деревянных и берестяных изделий.